# Ekstensor
Ekstensor – przestrzeń metryczna X spełniająca warunek:
{\displaystyle \forall _{Y}\forall _{B\subset Y,B-domk.}\forall _{f\colon B\to X}\exists _{g\colon Y\to X}\quad g|_{B}=f.}
Słownie: {\displaystyle X} ma własność przedłużania odwozorowań. Dokładniej: każde odwzorowanie ciągłe o wartościach w {\displaystyle X,} które jest zadane na domkniętym podzbiorze pewnej przestrzeni metrycznej, można przedłużyć na całą przestrzeń. Fakt, że przestrzeń {\displaystyle X} jest ekstensorem, będziemy zapisywać jako {\displaystyle X\in ES.}
Uwaga: rozpatrujemy ekstensory w kategorii przestrzeni metrycznych (rozumianej tu jako podkategoria kategorii Top przestrzeni topologicznych z przekształceniami ciągłymi).
Uwaga: ES(metr) = AR(metr), tzn. klasa ekstensorów metrycznych pokrywa się z klasą absolutnych retraktów metrycznych wprowadzonych przez K. Borsuka.
Twierdzenie Zachodzą następujące warunki:
a) {\displaystyle X\in ES\quad \wedge \quad Z\approx X\quad {}} (homeomorfizm) {\displaystyle {}\quad \Rightarrow \quad Z\in ES,}
b} {\displaystyle X\in ES\quad \wedge \quad A-retrakt\quad {}} (retrakt) {\displaystyle {}\quad X\quad \Rightarrow \quad A\in ES,}
c) {\displaystyle X_{1},X_{2}\in ES\quad \Rightarrow \quad X_{1}\times X_{2}\in ES.}

## Przykłady
1. (pozytywny) Podzbiór wypukły {\displaystyle W} przestrzeni unormowanej {\displaystyle E} jest ekstensorem.
Uzasadnienie: Weźmy dowolną przestrzeń {\displaystyle Y,} jej podzbiór domknięty {\displaystyle B} oraz przekształcenie {\displaystyle f\colon B\to W.}
Na mocy twierdzenia Dugundji (uogólnienia twierdzenia Tietzego na przypadek przestrzeni unormowanej zamiast euklidesowej w przeciwdziedzinie) dla {\displaystyle f} istnieje przedłużenie {\displaystyle g\colon Y\to E} o tej własności, że {\displaystyle g(Y)\subset convf(B)\subset convW=W.} Zadając {\displaystyle f_{1}\colon Y\to W} wzorem {\displaystyle f_{1}(y)=g(y)} (zawężamy dziedzinę), uzyskujemy szukane przedłużenie.
2. (negatywny) Przestrzeń {\displaystyle \mathbb {R} \backslash \{0\}} nie jest ekstensorem.
Uzasadnienie: Przyjmijmy {\displaystyle Y=\mathbb {R} ,B=\{0,1\}} – podzbiór domknięty {\displaystyle Y} i weźmy {\displaystyle f\colon \{0,1\}\to \mathbb {R} \backslash \{0\}} dane jako {\displaystyle \mathbb {} f(0)=-3,f(1)=3.} Funkcji tej nie da się przedłużyć do {\displaystyle g\colon \mathbb {R} \to \mathbb {R} \backslash \{0\},} gdyż przedłużenie musiałoby mieć własność Darboux, a w szczególności zajść by musiało {\displaystyle 0\in (-3,3)\quad 0\in g(\mathbb {R} )\subset \mathbb {R} \backslash \{0\},} co jest niemożliwe.